# 入江隆
入江 隆（いりえ たかし、1958年〈昭和33年〉5月10日 - ）は、茨城県鉾田市出身の元レスリング選手。1984年ロサンゼルスオリンピックレスリングフリースタイル48キロ級銀メダリスト。

## 人物
1980年モスクワオリンピックの代表となったが、日本は不参加となったため幻となった。4年後のロサンゼルスオリンピックで銀メダルを獲得。高校の後輩でもある小林孝至とライバル関係にあった。
航空自衛隊の幹部自衛官である。